# 川口清史
川口 清史（かわぐち きよふみ、1945年8月31日 - ）は、日本の経済学者。博士（経済学）・京都大学。学校法人立命館元総長、立命館大学元学長。元政策科学研究科長。国際公共経済学会理事。専門分野は経済・社会システム、政策、経済事情および政策学。中国長春生まれ。日韓文化交流会議の日本側委員長。2021年瑞宝重光章受章。

## 来歴
1994年の立命館大学政策科学部開設には事務局長として設置委員会から参加。教学部長、広報室長など学校法人立命館の要職を歴任した。

### 学歴
- 1964年 土佐高等学校卒業
- 1969年 京都大学経済学部卒業
- 1971年 同大学院経済学研究科修士課程修了
- 1976年 同博士後期課程満期取得退学
- 1995年 博士（経済学）（京都大学）（学位論文『非営利セクターと協同組合』）

### 研究歴
- 1976年4月1日 立命館大学産業社会学部助教授
- 1987年4月1日 同教授
- 1994年4月1日 同大学政策科学部教授（異動、現在に至る）
- 2007年1月1日、学校法人立命館総長、立命館大学学長に就任[1]。
- 2015年1月1日、退任。後任は法学博士の吉田美喜夫。

### 栄典
- 2021年 瑞宝重光章[2]

## 主な著作

### 単著
- 『ヨーロッパの福祉ミックスと非営利・協同組織』（1999年、大月書店）
- 『研究年報『協同組合 新たな胎動』（1998年、法律文化社）
- 『非営利セクターと協同組合』（1994年、日本経済評論社）

### 共著
- （宮本憲一）岩波ブックレット『アスベスト問題 - 何が問われ、どう解決するのか』（2006年、岩波書店）
- （毛利敬典）『進化する共同購入―コミュニケーション、商品・品揃え、ビジネスモデル』（2005年、コープ出版）
- （田尾雅夫）『よくわかるNPO・ボランティア』（2004年、ミネルヴァ書房）
- （大沢真理）『市民がつくるくらしのセーフティネット―信頼と安心のコミュニティをめざして』（2004年、日本評論社）
- （村山皓司）『政策科学の基礎とアプローチ』（2004年、ミネルヴァ書房）
- （富沢賢治）『福祉社会と非営利・協同セクター ヨーロッパの挑戦と日本の課題』（1999年、日本経済評論社）
- （角瀬保雄）『非営利・協同組織の経営』（1999年、ミネルヴァ書房）
- （ジョン・アール）『イタリア協同組合物語』（1992年、リベルタ出版）